# I Don't Want Your Love
I Don't Want Your Love is een nummer van de Britse band Duran Duran uit 1988. Het is de eerste single van hun vijfde studioalbum Big Thing.
Het nummer bestormde in veel westerse landen de hitlijsten. In het Verenigd Koninkrijk bereikte het de 14e positie. Ook in het Nederlandse taalgebied werd "I Don't Want Your Love" een bescheiden hitje. In de Nederlandse Top 40 bereikte het de 16e positie, in de Vlaamse Radio 2 Top 30 kwam het een plekje hoger.